# Marie Venier
Marie Venier, seltener Vernier, jedoch als Mademoiselle Laporte bekannt (* vor 1600; † nach 1627), war eine französische Schauspielerin, die als die erste namentliche bekannte französische Schauspielerin gilt.

## Leben
Venier stammt vom Land, wo sie bereits als Schauspielerin tätig war. So spielte sie in Farcen, die üblicherweise nicht mit Frauen besetzt wurden. Später schockierte sie auch das Pariser Publikum in einem Stück von Gaultier-Garguille. Venier spielte aber durchaus auch ernste Rollen.
Wann sie den Schauspieler Mathieu Laporte, bürgerlich Mathurin de le Fevre, heiratete, ist nicht bekannt, aber, dass sie nach der Heirat den Künstlernamen Mademoiselle Laporte annahm. Im Jahr 1600, das Paar leitete das Théâtre de l’hôtel de Bourgogne, wagten die beiden sich von der Institution zu trennen und eröffneten ein eigenes Theater in einem l’Hôtel d’Argent genannten Haus, das in der Rue de la Poterie-des-Arcis, am Place de l’Hôtel-de-Ville befand. Die Genehmigung für die Eröffnung des Theaters, der Théâtre du Marais genannten Schauspieltruppe, war an die Auflage gebunden, einen Écu Lizenzgebühr pro Aufführung an die Confrérie de la Passion zu bezahlen.
Im Jahr 1610 spielte Venier noch im Marais und als Valleran le Conte zwischen 1612 und 1616 immer größeren Einfluss gewann, folgte sie ihrem Mann 1612 wieder an das Hôtel de Bourgogne. Auch als ihr Mann kurz darauf starb, spielte sie weiter bis ins Jahr 1627, in dem sie sich dann zur Ruhe setzte.
Venier ging eine zweite Ehe, mit einem Juristen des Parlaments, Jean Rémond, ein. Weiterhin ist von 1627 ein Gerichtsprozess bekannt, in dem sie beschuldigt wurde, heimlich und ohne Genehmigung, ein falsches Pseudonym benutzt zu haben.